# Campionatele Mondiale de Gimnastică Artistică
Campionatele Mondiale de Gimnastică Artistică reprezintă cea mai importantă competiție de gimnastică artistică după Jocurile Olimpice. Sunt organizate de Federația Internațională de Gimnastică.

## Lista edițiilor
| An   | Ediție                                                    | Oraș-gazdă                                                | Țară                                                      | Probe (M/F)                                               | Loc 1 pe clasamentul națiunilor                           | Loc 2 pe clasamentul națiunilor                           | Loc 3 pe clasamentul națiunilor                           |
| ---- | --------------------------------------------------------- | --------------------------------------------------------- | --------------------------------------------------------- | --------------------------------------------------------- | --------------------------------------------------------- | --------------------------------------------------------- | --------------------------------------------------------- |
| 1903 | 1                                                         | Anvers                                                    | Belgia                                                    | 6 / 0                                                     | Franța                                                    | Luxemburg                                                 | Țările de Jos                                             |
| 1905 | 2                                                         | Bordeaux                                                  | France                                                    | 5 / 0                                                     | Franța                                                    | Țările de Jos                                             | Belgia                                                    |
| 1907 | 3                                                         | Praga                                                     | Austro-Ungaria                                            | 5 / 0                                                     | Boemia                                                    | Franța                                                    | Belgia                                                    |
| 1909 | 4                                                         | Luxemburg                                                 | Luxemburg                                                 | 5 / 0                                                     | Franța                                                    | Italia                                                    | Boemia                                                    |
| 1911 | 5                                                         | Torino                                                    | Italia                                                    | 6 / 0                                                     | Boemia                                                    | Italia                                                    | Franța                                                    |
| 1913 | 6                                                         | Paris                                                     | France                                                    | 6 / 0                                                     | Italia                                                    | Franța                                                    | Boemia                                                    |
| 1915 | nu a avut loc din cauza Primului Război Mondial           | nu a avut loc din cauza Primului Război Mondial           | nu a avut loc din cauza Primului Război Mondial           | nu a avut loc din cauza Primului Război Mondial           | nu a avut loc din cauza Primului Război Mondial           | nu a avut loc din cauza Primului Război Mondial           | nu a avut loc din cauza Primului Război Mondial           |
| 1917 | nu a avut loc din cauza Primului Război Mondial           | nu a avut loc din cauza Primului Război Mondial           | nu a avut loc din cauza Primului Război Mondial           | nu a avut loc din cauza Primului Război Mondial           | nu a avut loc din cauza Primului Război Mondial           | nu a avut loc din cauza Primului Război Mondial           | nu a avut loc din cauza Primului Război Mondial           |
| 1919 | nu a avut loc din cauza Primului Război Mondial           | nu a avut loc din cauza Primului Război Mondial           | nu a avut loc din cauza Primului Război Mondial           | nu a avut loc din cauza Primului Război Mondial           | nu a avut loc din cauza Primului Război Mondial           | nu a avut loc din cauza Primului Război Mondial           | nu a avut loc din cauza Primului Război Mondial           |
| 1922 | 7                                                         | Ljubljana                                                 | Iugoslavia                                                | 6 / 0                                                     | Iugoslavia                                                | Cehoslovacia                                              | Franța                                                    |
| 1926 | 8                                                         | Lyon                                                      | France                                                    | 6 / 0                                                     | Cehoslovacia                                              | Iugoslavia                                                | Franța                                                    |
| 1930 | 9                                                         | Luxemburg                                                 | Luxemburg                                                 | 7 / 0                                                     | Iugoslavia                                                | Cehoslovacia                                              | Ungaria                                                   |
| 1934 | 10                                                        | Budapesta                                                 | Ungaria                                                   | 8 / 2                                                     | Elveția                                                   | Cehoslovacia                                              | Germania                                                  |
| 1938 | 11                                                        | Praga                                                     | Cehoslovacia                                              | 8 / 6                                                     | Cehoslovacia                                              | Elveția                                                   | Iugoslavia                                                |
| 1942 | nu a avut loc din cauza celui de-Al Doilea Război Mondial | nu a avut loc din cauza celui de-Al Doilea Război Mondial | nu a avut loc din cauza celui de-Al Doilea Război Mondial | nu a avut loc din cauza celui de-Al Doilea Război Mondial | nu a avut loc din cauza celui de-Al Doilea Război Mondial | nu a avut loc din cauza celui de-Al Doilea Război Mondial | nu a avut loc din cauza celui de-Al Doilea Război Mondial |
| 1946 | nu a avut loc din cauza celui de-Al Doilea Război Mondial | nu a avut loc din cauza celui de-Al Doilea Război Mondial | nu a avut loc din cauza celui de-Al Doilea Război Mondial | nu a avut loc din cauza celui de-Al Doilea Război Mondial | nu a avut loc din cauza celui de-Al Doilea Război Mondial | nu a avut loc din cauza celui de-Al Doilea Război Mondial | nu a avut loc din cauza celui de-Al Doilea Război Mondial |
| 1950 | 12                                                        | Basel                                                     | Elveția                                                   | 8 / 6                                                     | Elveția                                                   | Polonia                                                   | Suedia                                                    |
| 1954 | 13                                                        | Roma                                                      | Italia                                                    | 8 / 6                                                     | Uniunea Sovietică                                         | Japonia                                                   | Cehoslovacia                                              |
| 1958 | 14                                                        | Moscova                                                   | Uniunea Sovietică                                         | 8 / 6                                                     | Uniunea Sovietică                                         | Japonia                                                   | Cehoslovacia                                              |
| 1962 | 15                                                        | Praga                                                     | Cehoslovacia                                              | 8 / 6                                                     | Uniunea Sovietică                                         | Japonia                                                   | Cehoslovacia                                              |
| 1966 | 16                                                        | Dortmund                                                  | Germania de Vest                                          | 8 / 6                                                     | Uniunea Sovietică                                         | Japonia                                                   | Cehoslovacia                                              |
| 1970 | 17                                                        | Ljubljana                                                 | RSF Iugoslavia                                            | 8 / 6                                                     | Japonia                                                   | Uniunea Sovietică                                         | Germania de Est                                           |
| 1974 | 18                                                        | Varna                                                     | Bulgaria                                                  | 8 / 6                                                     | Uniunea Sovietică                                         | Japonia                                                   | Germania de Est                                           |
| 1978 | 19                                                        | Strasbourg                                                | France                                                    | 8 / 6                                                     | Uniunea Sovietică                                         | Japonia                                                   | Statele Unite                                             |
| 1979 | 20                                                        | Fort Worth                                                | Statele Unite                                             | 8 / 6                                                     | Uniunea Sovietică                                         | Statele Unite                                             | România                                                   |
| 1981 | 21                                                        | Moscova                                                   | Uniunea Sovietică                                         | 8 / 6                                                     | Uniunea Sovietică                                         | Germania de Est                                           | China                                                     |
| 1983 | 22                                                        | Budapesta                                                 | Ungaria                                                   | 8 / 6                                                     | Uniunea Sovietică                                         | China                                                     | România                                                   |
| 1985 | 23                                                        | Montreal                                                  | Canada                                                    | 8 / 6                                                     | Uniunea Sovietică                                         | China                                                     | Germania de Est                                           |
| 1987 | 24                                                        | Rotterdam                                                 | Netherlands                                               | 8 / 6                                                     | Uniunea Sovietică                                         | România                                                   | China                                                     |
| 1989 | 25                                                        | Stuttgart                                                 | Germania de Vest                                          | 8 / 6                                                     | Uniunea Sovietică                                         | România                                                   | China                                                     |
| 1991 | 26                                                        | Indianapolis                                              | Statele Unite                                             | 8 / 6                                                     | Uniunea Sovietică                                         | China                                                     | România                                                   |
| 1992 | 27                                                        | Paris                                                     | France                                                    | 6 / 4                                                     | CIS                                                       | China                                                     | Statele Unite                                             |
| 1993 | 28                                                        | Birmingham                                                | Regatul Unit                                              | 7 / 5                                                     | Belarus                                                   | Statele Unite                                             | România                                                   |
| 1994 | 29                                                        | Brisbane                                                  | Australia                                                 | 7 / 5                                                     | Belarus                                                   | România                                                   | China Statele Unite                                       |
| 1994 | 30                                                        | Dortmund                                                  | Germania                                                  | 1 / 1                                                     | China · România                                           | N/A                                                       | Rusia                                                     |
| 1995 | 31                                                        | Sabae                                                     | Japonia                                                   | 8 / 6                                                     | China                                                     | Ucraina                                                   | România                                                   |
| 1996 | 32                                                        | San Juan                                                  | Puerto Rico                                               | 6 / 4                                                     | Rusia                                                     | România                                                   | Belarus                                                   |
| 1997 | 33                                                        | Lausanne                                                  | Elveția                                                   | 8 / 6                                                     | România                                                   | Rusia                                                     | China                                                     |
| 1999 | 34                                                        | Tianjin                                                   | China                                                     | 8 / 6                                                     | Rusia                                                     | China                                                     | România                                                   |
| 2001 | 35                                                        | Gent                                                      | Belgia                                                    | 8 / 6                                                     | România                                                   | China                                                     | Statele Unite                                             |
| 2002 | 36                                                        | Debrecen                                                  | Ungaria                                                   | 6 / 4                                                     | România                                                   | China                                                     | Statele Unite                                             |
| 2003 | 37                                                        | Anaheim                                                   | Statele Unite                                             | 8 / 6                                                     | China                                                     | Statele Unite                                             | Japonia                                                   |
| 2005 | 38                                                        | Melbourne                                                 | Australia                                                 | 7 / 5                                                     | Statele Unite                                             | China                                                     | Slovenia                                                  |
| 2006 | 39                                                        | Aarhus                                                    | Denmark                                                   | 8 / 6                                                     | China                                                     | România                                                   | Australia                                                 |
| 2007 | 40                                                        | Stuttgart                                                 | Germania                                                  | 8 / 6                                                     | China                                                     | Statele Unite                                             | Germania                                                  |
| 2009 | 41                                                        | Londra                                                    | Regatul Unit                                              | 7 / 5                                                     | China                                                     | Statele Unite                                             | România                                                   |
| 2010 | 42                                                        | Rotterdam                                                 | Netherlands                                               | 8 / 6                                                     | China                                                     | Rusia                                                     | Statele Unite                                             |
| 2011 | 43                                                        | Tokyo                                                     | Japonia                                                   | 8 / 6                                                     | China                                                     | Statele Unite                                             | Rusia                                                     |
| 2013 | 44                                                        | Anvers                                                    | Belgia                                                    | 7 / 5                                                     | Japonia                                                   | Statele Unite                                             | China                                                     |
| 2014 | 45                                                        | Nanning                                                   | China                                                     | 8 / 6                                                     | Statele Unite                                             | China                                                     | Coreea de Nord                                            |
| 2015 | 46                                                        | Glasgow                                                   | Regatul Unit                                              | 8 / 6                                                     | Statele Unite                                             | Japonia                                                   | Rusia                                                     |
| 2017 | 47                                                        | Montreal                                                  | Canada                                                    | 7 / 5                                                     | China                                                     | Japonia                                                   | Rusia                                                     |
| 2018 | 48                                                        | Doha                                                      | Qatar                                                     | 8 / 6                                                     | Statele Unite                                             | China                                                     | Rusia                                                     |
| 2019 | 49                                                        | Stuttgart                                                 | Germania                                                  | 8 / 6                                                     | Statele Unite                                             | Rusia                                                     | Marea Britanie                                            |
| 2021 | 50                                                        | Kitakyushu                                                | Japonia                                                   | 7 / 5                                                     | China                                                     | Japonia                                                   | Italia                                                    |
| 2022 | 51                                                        | Liverpool                                                 | Marea Britanie                                            | 8 / 6                                                     | Statele Unite                                             | China                                                     | Japonia                                                   |
| 2023 | 52                                                        | Antwerp                                                   | Belgia                                                    | 8 / 6                                                     | Statele Unite                                             | Japonia                                                   | China                                                     |
| 2025 | 53                                                        |                                                           |                                                           | 7 / 5                                                     |                                                           |                                                           |                                                           |

## Clasament pe medalii
Actualizat după Campionatul Mondial din 2019.
| Loc | Țară                              | Aur | Argint | Bronz | Total |
| --- | --------------------------------- | --- | ------ | ----- | ----- |
| 1   | Uniunea Sovietică                 | 111 | 86     | 59    | 256   |
| 2   | China                             | 82  | 54     | 44    | 180   |
| 3   | Statele Unite                     | 58  | 47     | 39    | 144   |
| 4   | Japonia                           | 48  | 50     | 67    | 165   |
| 5   | România                           | 48  | 45     | 42    | 135   |
| 6   | Rusia                             | 36  | 43     | 36    | 115   |
| 7   | Cehoslovacia(1)                   | 34  | 29     | 20    | 83    |
| 8   | Franța                            | 25  | 30     | 25    | 80    |
| 9   | Elveția                           | 19  | 16     | 15    | 50    |
| 10  | RDG                               | 17  | 13     | 29    | 59    |
| 11  | Iugoslavia                        | 17  | 11     | 8     | 36    |
| 12  | Italia                            | 14  | 10     | 28    | 52    |
| 13  | Belarus                           | 14  | 7      | 11    | 32    |
| 14  | Ungaria                           | 11  | 15     | 8     | 34    |
| 15  | Boemia                            | 10  | 8      | 10    | 28    |
| 16  | Coreea de Nord                    | 8   | 3      | 3     | 14    |
| 17  | Ucraina                           | 7   | 12     | 16    | 35    |
| 18  | Marea Britanie                    | 7   | 11     | 9     | 27    |
| 19  | Grecia                            | 7   | 2      | 2     | 11    |
| 20  | Germania                          | 6   | 9      | 16    | 31    |
| 21  | Coreea de Sud                     | 6   | 2      | 3     | 11    |
| 22  | Țările de Jos                     | 5   | 8      | 3     | 16    |
| 23  | Bulgaria                          | 5   | 6      | 13    | 24    |
| 24  | Brazilia                          | 5   | 5      | 4     | 14    |
| 25  | Comunitatea Statelor Independente | 5   | 3      | 5     | 13    |
| 26  | Polonia                           | 5   | 2      | 9     | 16    |
| 27  | Slovenia                          | 3   | 4      | 0     | 7     |
| 28  | Spania                            | 3   | 3      | 3     | 8     |
| 29  | Suedia                            | 3   | 1      | 2     | 6     |
| 30  | Finlanda                          | 2   | 5      | 1     | 8     |
| 30  | RFG                               | 2   | 5      | 1     | 8     |
| 32  | Belgia                            | 2   | 4      | 5     | 11    |
| 33  | Australia                         | 2   | 4      | 4     | 10    |
| 34  | Uzbekistan                        | 1   | 2      | 3     | 6     |
| 35  | Croația                           | 1   | 2      | 1     | 4     |
| 36  | Austria                           | 1   | 1      | 1     | 3     |
| 37  | Turcia                            | 1   | 1      | 0     | 2     |
| 38  | Luxemburg                         | 1   | 0      | 4     | 5     |
| 39  | Filipine                          | 1   | 0      | 1     | 2     |
| 40  | Kazahstan                         | 1   | 0      | 0     | 1     |
| 41  | Canada                            | 0   | 6      | 5     | 11    |
| 42  | Cuba                              | 0   | 2      | 3     | 5     |
| 43  | Israel                            | 0   | 2      | 2     | 4     |
| 44  | Taipeiul Chinez                   | 0   | 2      | 1     | 3     |
| 44  | Letonia                           | 0   | 2      | 1     | 3     |
| 46  | Austro-Ungaria                    | 0   | 1      | 1     | 2     |
| 46  | Mexic                             | 0   | 1      | 1     | 2     |
| 48  | Armenia                           | 0   | 0      | 1     | 1     |
| 48  | Azerbaidjan                       | 0   | 0      | 1     | 1     |
| 48  | Irlanda                           | 0   | 0      | 1     | 1     |
| 48  | Puerto Rico                       | 0   | 0      | 1     | 1     |
| 48  | Vietnam                           | 0   | 0      | 1     | 1     |
| –   | Sportiv neatașat                  | 0   | 0      | 1     | 1     |

Note
- ^[a] Federația Internațională de Gimnasică (FIG) documentează medalii de credit câștigate de sportivi din Boemia ca medalii pentru Cehoslovacia.
- ^[b] FIG documentează medalii de credit câștigate de sportivi din Austria-Ungaria ca medalii pentru Iugoslavia.
- ^[c] FIG documentează medalii de credit câștigate de sportivi din fosta Uniune Sovietică la Campionatele Mondiale de Gimnastică Artistică din 1992 de la Paris ca medalii pentru CSI (Comunitatea Statelor Independente).[1][2]
- ^[d] La Campionatele Mondiale de Gimnastică Artistică din 1993 de la Birmingham, Marea Britanie, gimnasta născută în Azerbaidjan, Valery Belenky, a câștigat o medalie de bronz concurând ca sportiv fără atașament deoarece Azerbaidjanul nu avea o federație de gimnastică pentru ca acesta să concureze. Mai târziu, documentele oficiale ale FIG îi atribuie medalia ca medalie pentru Germania.[1][2]

## Vezi și
- Campionatele europene de gimnastică artistică feminină

## Legături externe
Materiale media legate de Campionatul Mondial de Gimnastică Artistică la Wikimedia Commons
- Federația Internațională de Gimnastică